# Dolly (film, 1992)
Pour plus de détails, voir Fiche technique et Distribution.
Dolly (Dolly Dearest) est un film américain réalisé par Maria Lease, sorti en 1992.

## Synopsis
Au Mexique, un esprit maléfique contenu dans un tombeau sacré s'échappe en s'appropriant le corps d'une poupée et sème la terreur dans une famille par le biais de leur adorable fillette.

## Fiche technique
- Titre français : Dolly
- Titre original : Dolly Dearest
- Réalisation : Maria Lease
- Scénario : Maria Lease
- Musique : Mark Snow
- Photographie : Eric D. Andersen
- Montage : Geoffrey Rowland
- Production : Daniel Cady
- Sociétés de production : Channeler Enterprises & Dolly Dearest Productions
- Société de distribution : Trimark Pictures
- Pays :  États-Unis
- Langue : Anglais
- Format : Couleur - Ultra Stéréo - 35 mm - 1.33:1
- Genre : Horreur
- Durée : 90 min
- Dates de sortie : 3 juillet 1992  États-Unis

## Distribution
- Denise Crosby : Marilyn Wade
- Sam Bottoms : Eliot Wade
- Candace Hutson : Jessica Wade
- Rip Torn : Karl Resnick
- Chris Demetral : Jimmy Wade
- Lupe Ontiveros : Camilla
- Enrique Renaldo : Estrella

## Distinctions

### Nominations
- Saturn Award :
  - Meilleur film d'horreur
  - Meilleure jeune actrice pour Candace Hutson
  - Meilleur jeune acteur pour Chris Demetral